# Danmarks Radio

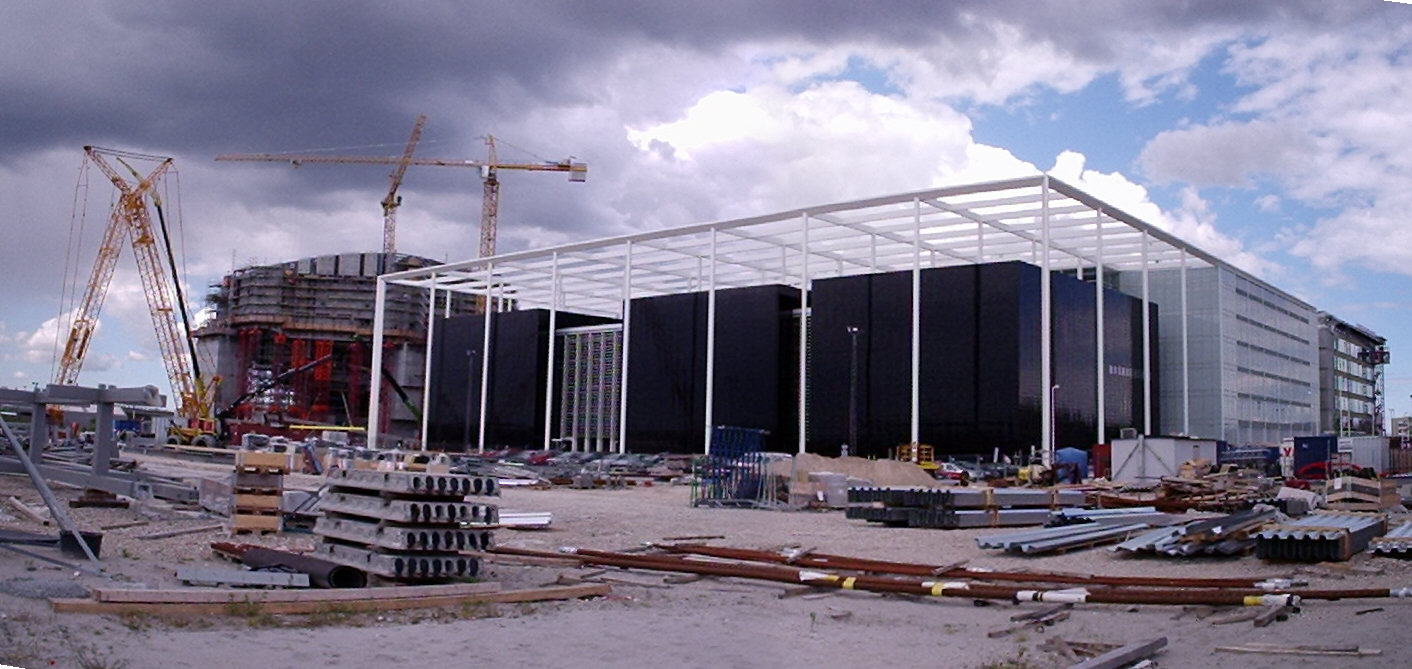
DR:s huvudkontor DR Byen i Ørestad på ön Amager i Köpenhamn, Danmark.

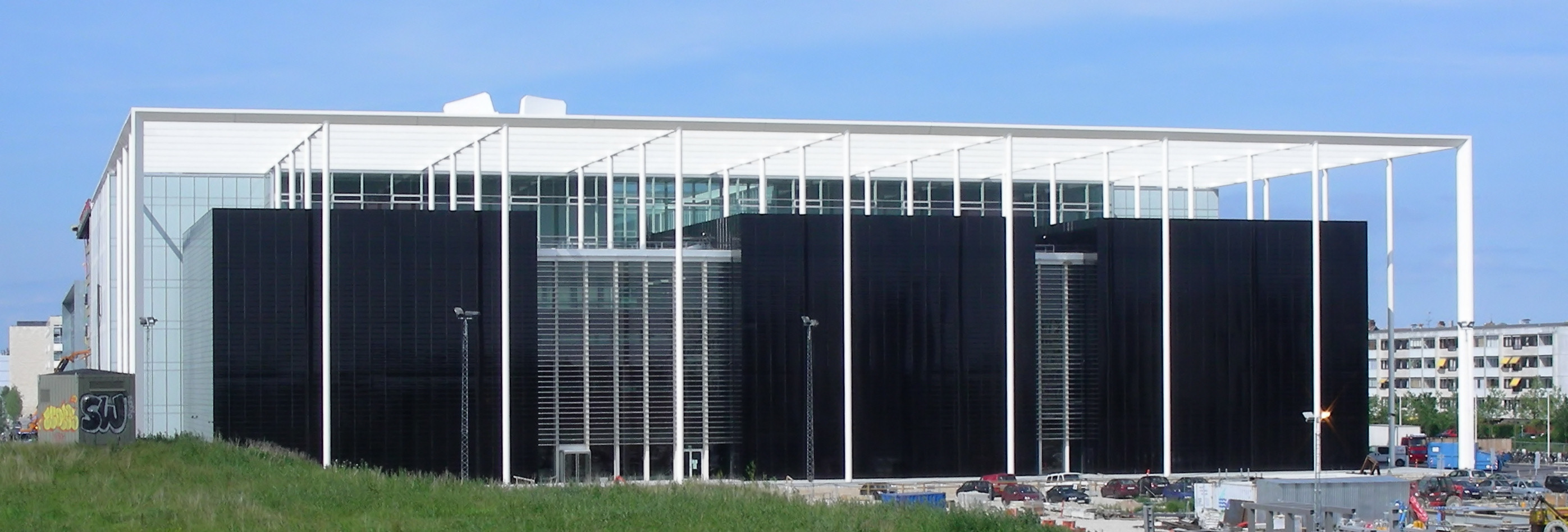
Byggnad 1 i DR:s huvudkontor.

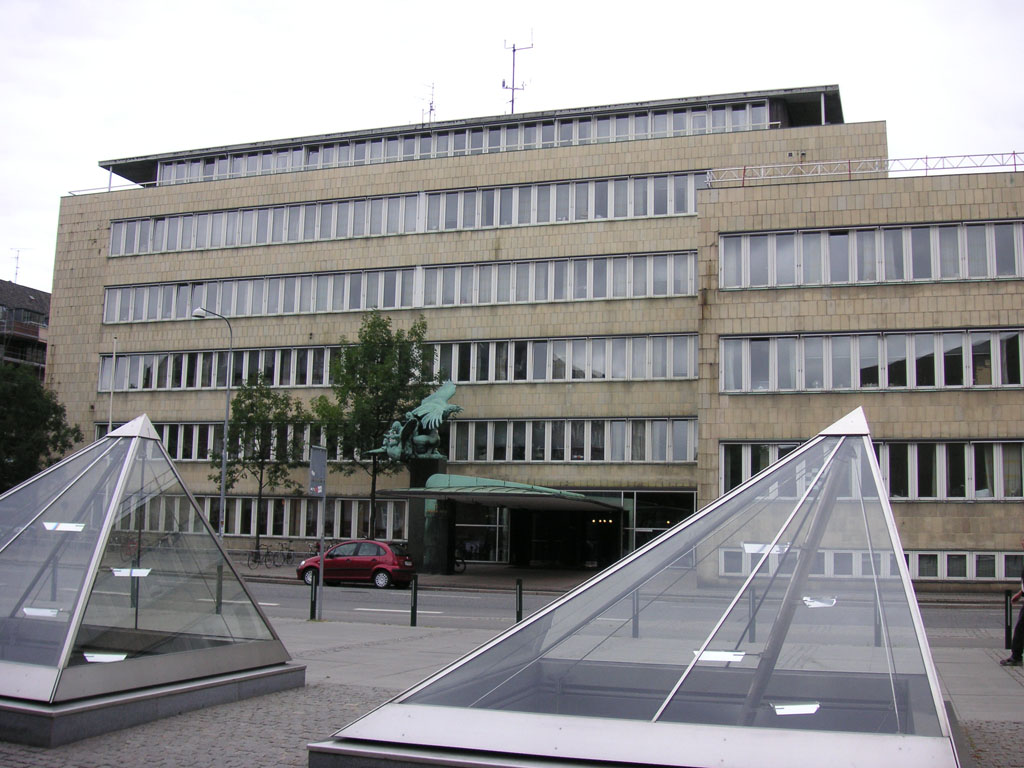
Gamla radiohuset i Frederiksberg.

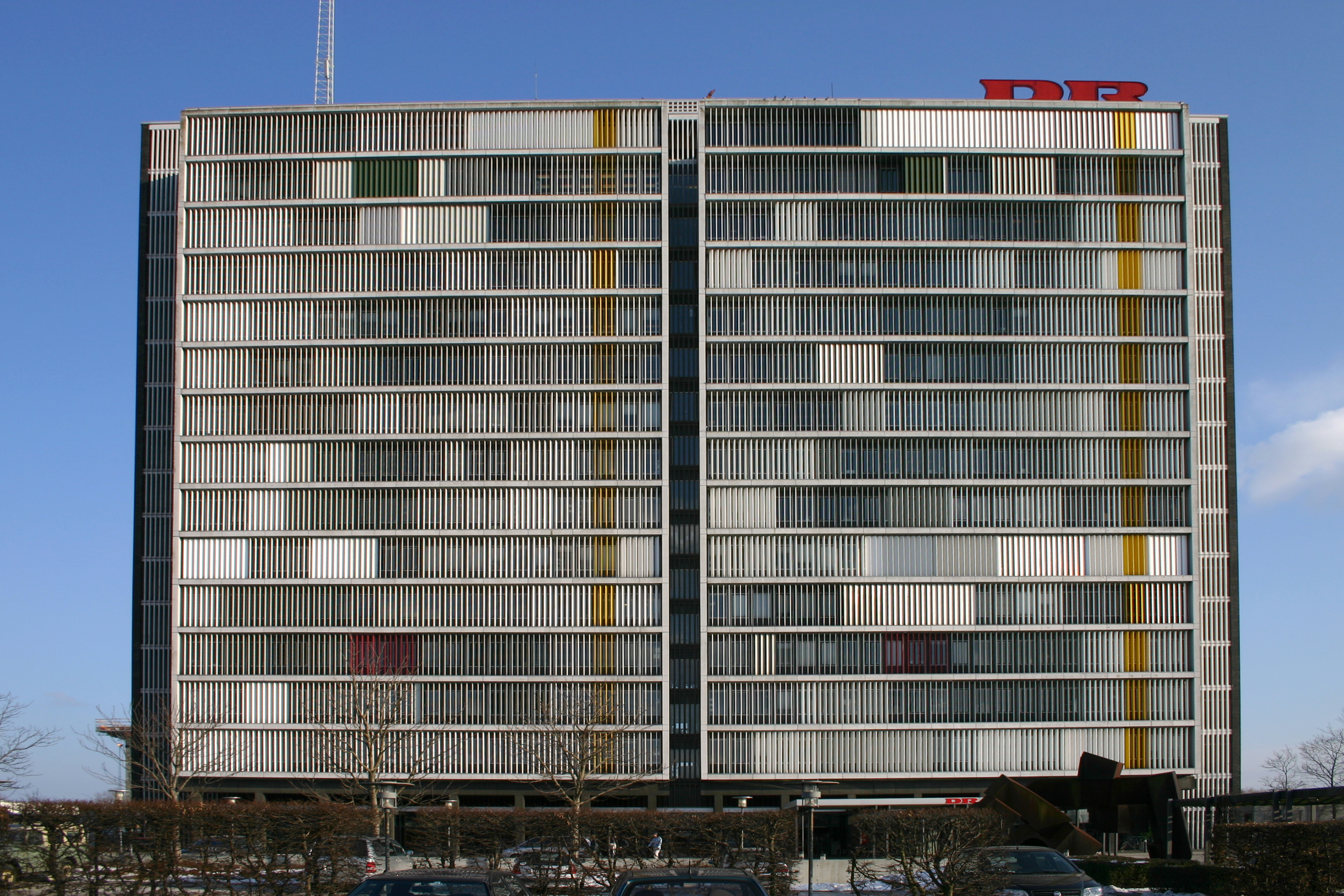
DR:s gamla huvudkontor i Søborg.

DR (tidigare Danmarks Radio och ursprungligen Statsradiofonien) är ett danskt public service medieföretag, som förmedlar nyheter, underhållning och information via TV, radio, internet och andra plattformar.
DR skall enligt den danska Radio- og Fjernsynsloven leva upp till public service-uppdraget. DR är, och har alltid varit, finansierat via TV-avgift eller på senare tid via en så kallad medialicens. DR sänder 6 TV-kanaler och 8 radiokanaler.
DR leds av en styrelse med 11 medlemmar, vilka utses för fyra år åt gången. Tre av styrelseledamöterna, bland annat ordföranden, utses av kulturdepartementet, sex av Folketinget och de resterande två ledamöterna utses av medarbetarna på DR. Det är denna styrelse som har det överordnade ansvaret och de utser även DR:s högsta chef, Generaldirektören och övriga chefsposter.

## Historik
Företaget grundades den 1 april 1925 som Statsradiofonien. Man sände då tre timmar varje dag från telegrafstationen på Købmagergade i Köpenhamn. Den första utsändningen av nyhetsprogrammet Pressens radioavis sändes 1926. Samma år etablerades Statsradiofonien officiellt. 1928 flyttade radion till nya lokaler på Axelborg, där verksamheten bedrevs till 1941.
1939 kunde omkring 80 procent av Danmarks hushåll höra radio. 1941 flyttades man till det nyuppförda Radiohuset i Frederiksberg.
En försöks-tv-studio upprättades 1949 i radiohuset. Den 2 oktober 1951 började man sända tv en timme tre kvällar per vecka till ett hundratal tv-apparater. Samma år startades en andra radiokanal och Danmark fick två radiokanaler: Program 1 och Program 2. 1954 inleddes de första dagliga tv-sändningarna. Under resten av 1950-talet byggdes tv-nätet ut för att täcka hela landet, vilket uppnåddes 1960 när Bornholm fick sin tv-mast, tack vare länk via Hörby i Skåne. 1959 bytte företaget namn till Danmarks Radio.
1960 etableras också flera lokalradiokanaler. Köpenhamn fick lokalradio 1962. En tredje rikstäckande radiokanal, P3, startade 1963 med melodiradio 14 timmar om dygnet. 1964 tog DR över Pressens radioavis och bytte namn på den till Radioavisen.

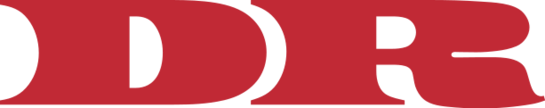
Danmarks Radios logotyp 1964-1996.

1964 fick DR sin första företagslogotyp skapad av Connie Linck med inspiration från latinamerikanska frimärken.
Det nya tv-området TV-Byen i Søborg invigdes 1965 av Fredrik IX. Samma år hade TV Avisen premiär. Den första utsändningen i färg skedde 1967 från Gladsaxesändaren i Gladsaxe.
1968 började man med stereosändningar i radion, vilka blev rikstäckande för P1 och P2 året därpå. P3 började däremot inte sändas i stereo förrän 1973. 1970 togs det stora 14-våningshuset i TV-Byen i bruk.
1978 sändes även TV Avisen i färg och det första avsnittet av Matador sändes.
TV Avisen flyttade till TV-Byen 1983 och man införde text-tv. Man gjorde även försök med att etablera TV Syd, landets första regionala tv-station. 1984 förlorade DR sitt monopol då det blev möjligt att sända lokalradio och -tv. 1988 bröts monopolet på tv-sändningar på allvar genom etableringen av TV 2, en statsägd licens- och reklamfinansierad kanal, vilken sänds från Odense på ön Fyn. Dock var Kanal 2 före, men sände bara över Köpenhamnsområdet. Denna kanal är dagens Kanal København. 
1992 började Danmarkskanalen sända i P2 under dagtid.

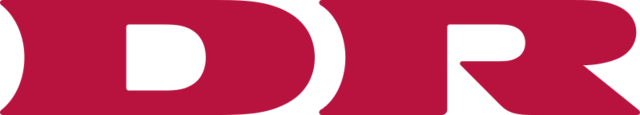
Danmarks Radios logotyp 1996-2005.

En andra tv-kanal, DR2, startades 1996. Den nya kanalen kunde dock bara ses via satellit- eller kabel-tv. Samma år uppdateras företagets logotyp.
1998 slogs nyhetsredaktionerna (Radioavisen, TV Avisen m.m.) ihop till en enda: DR Nyheder.
En fjärde radiokanal, DR Klassisk, startades 1999. Den sänds dock enbart via satellit. Den femte marksända kanalen, P5, började sända 2001 och man har därmed fem frekvensmodulerade (FM) huvudradiokanaler.

### DR blir självständigt

Danmarks Radios logotyp 2005-2009.

Den 1 juni 2005 fick DR i samband med TV:ns separation från radion en ny logotyp som blev synlig i DR1, DR2 och på nätet. Numera heter TV-avdelningen enbart DR medan Danmarks Radio sänder radio. Anledningen till en ny logotyp var främst att den tidigare logotypen inte passade bra i digitalmedier som mobiltelefoner och text-tv. Ansvarig för utvecklingen av den nya logotypen var Masoud Alavi på DR Design.
Under 2006 och 2007 flyttades DR:s verksamheter i huvudstadsregionen till den nya DR Byen i Ørestad på ön Amager (vid den metrostation som tidigare hette "Universitetet", men som sedan 2006 har hetat just DR Byen. Samtidigt stängdes Radiohuset och den gamla TV-Byen.
År 2006 blev DR2 tillgänglig via det fortfarande analoga marknätet i hela Danmark.
I november 2009 övergick Danmark till digital-TV, med MPEG-4-teknik.

## Kanaler

### TV
Företaget sänder tre tv-kanaler. Samtliga kanaler sänds på muxar på 714,00 MHz och 730,00 MHz och är kodade med MPEG-4.
- DR1
- DR2
- DR Ramasjang - för barn och ungdom

Kanaler som DR sänt, men som idag är nedlagda, är DR3, DR Ultra, DR K, DR HD och DR Update.

### FM-radio

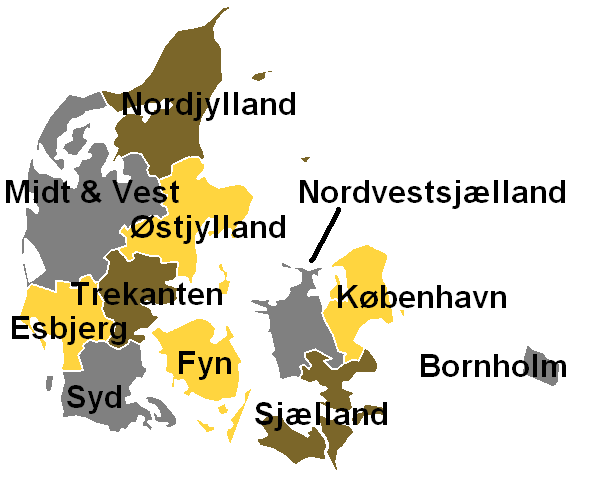
Regionindelningen för P4

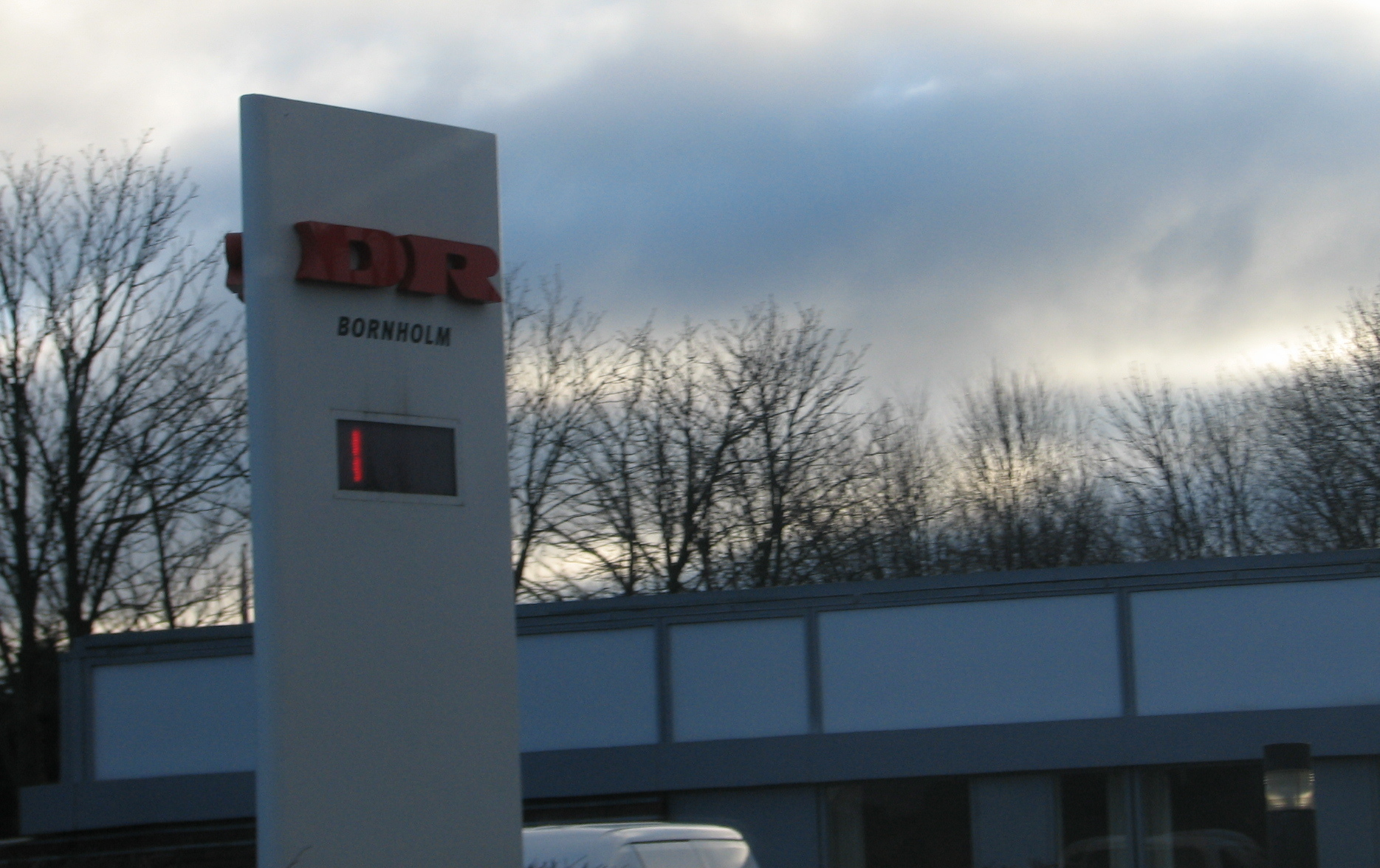
Danmarks Radio på Bornholm, i Rønne.

Man har fyra rikstäckande radiokanaler, den sistnämnda har mycket lokala sändningar:
- DR P1
- DR P2
- DR P3
- DR P4
  - DR Bornholm
  - DR Esbjerg (tidigare DR Syd)
  - DR Fyn
  - DR København
  - DR Midt & Vest
  - DR Nordjylland
  - DR Sjælland (tidigare DR Regionalen)
  - DR Syd
  - DR Trekanten (tidigare DR Kanal 94)
  - DR Østjylland

### DAB
Dessutom har man omfattande sändningar med DAB-radio.
- DR Barracuda
- DR Boogieradio (ung hitmusik)
- DR Kultur (tidigare DR Plus, kulturprogram från P1 och P2)
- DR Gyldne Genhør (underhållning från radioarkivet)
- DR Jazz (jazzmusik)
- DR Klassisk (klassisk musik)
- DR Litteratur (uppläsning av romaner och noveller)
- DR Nyheder (nyheter)
- DR Rock (rockmusik)
- DR Soft (ballader och skvalmusik)
- DR Sport (sportnyheter)
- DR Oline (tidigare DR Kanon Kamelen, program för barn mellan 3 och 6 år)
- DR P1
- DR P3
- DR Politik (tidigare DR Demokrati, utsändningar från Folketingets sammanträden)
- DR X

I augusti 2005 bröts DR:s DAB-radio-monopol genom att Sky Radio och Radio 100 FM började sända via DAB. De nya stationerna fick dock inget nytt sändningsutrymme, utan DR var istället tvungna att upphöra med några kanaler, nämligen DR Event, DR Erhverv och DR P4 Danmark.
Den 31 december 2005 upphörde även DR Soft, men efter protester från lyssnarna valde DR:s ledning några dagar senare att återuppta sändningarna igen tills "en ny kanal lanseras under våren", som DR sa. Den 3 april 2006 lanserades DR X men DR Soft fick fortsätta sända jämsides med den nya kanalen.

### Internet
Radiokanaler som enbart sänder på Internet. Dessa är främst musikradiokanaler som sköts automatiskt.
- DR Allegro
- DR Barometer (tidigare Electric)
- DR Country
- DR Dansktop
- DR Electronica
- DR Evergreen
- DR Folk
- DR Hip Hop (tidigare DR Ghetto)
- DR Modern Rock
- DR R&B
- DR World

De flesta övriga kanaler sänds även ut via Internet.